# Paszczak
Paszczak (szw. Hemulen) – istota z cyklu powieściowego o Muminkach autorstwa Tove Jansson. Występuje we wszystkich książkach o Muminkach, poza Tatusiem Muminka i morzem. Paszczaka charakteryzuje koncentrowanie się na jednej działalności: pracy zawodowej bądź hobby. Jest w niej bardzo obowiązkowy i uważa ją za najważniejszą rzecz na świecie. Cechuje go także brak fantazji. Znane paszczaki to: Paszczak filatelista botanik (występowanie: Kometa nad doliną Muminków i W dolinie Muminków; hobby: botanika), Paszczak olbrzym (występowanie: Małe trolle i duża powódź; hobby nieznane), Dozorca Parku (występowanie: Lato Muminków; hobby: praca w parku), Paszczak kasjer w lunaparku (występowanie: Opowiadania z Doliny Muminków; hobby: kasowanie biletów do lunaparku), Paszczak entomolog (występowanie: Kometa nad Doliną Muminków; hobby: entomologia), Paszczak narciarz (występowanie: Zima Muminków; hobby: uprawianie sportów zimowych), Paszczaki z lunaparku (występowanie: Opowiadania z Doliny Muminków; hobby: praca w lunaparku), Paszczak z grabiami (występowanie: Dolina Muminków w listopadzie; hobby: sprzątanie), Ciotka Paszczaka (występowanie: Pamiętniki Tatusia Muminka; hobby: praca w sierocińcu), królewska orkiestra Paszczaków (występowanie: Pamiętniki Tatusia Muminka; hobby: granie na różnych instrumentach).